# Neoctenus peruvianus
Neoctenus peruvianus är en spindelart som först beskrevs av Chamberlin 1916.  Neoctenus peruvianus ingår i släktet Neoctenus och familjen Trechaleidae.
Artens utbredningsområde är Peru. Inga underarter finns listade i Catalogue of Life.